# تروئلز راسموسن
تروئلز راسموسن (انگلیسی: Troels Rasmussen؛ زادهٔ ۷ آوریل ۱۹۶۱) بازیکن فوتبال اهل دانمارک است.
از باشگاه‌هایی که در آن بازی کرده‌است می‌توان به باشگاه فوتبال وایله بلدکلوب و باشگاه ورزشی آرهوس اشاره کرد.
وی همچنین در تیم ملی فوتبال دانمارک بازی کرده‌است.